# Uom

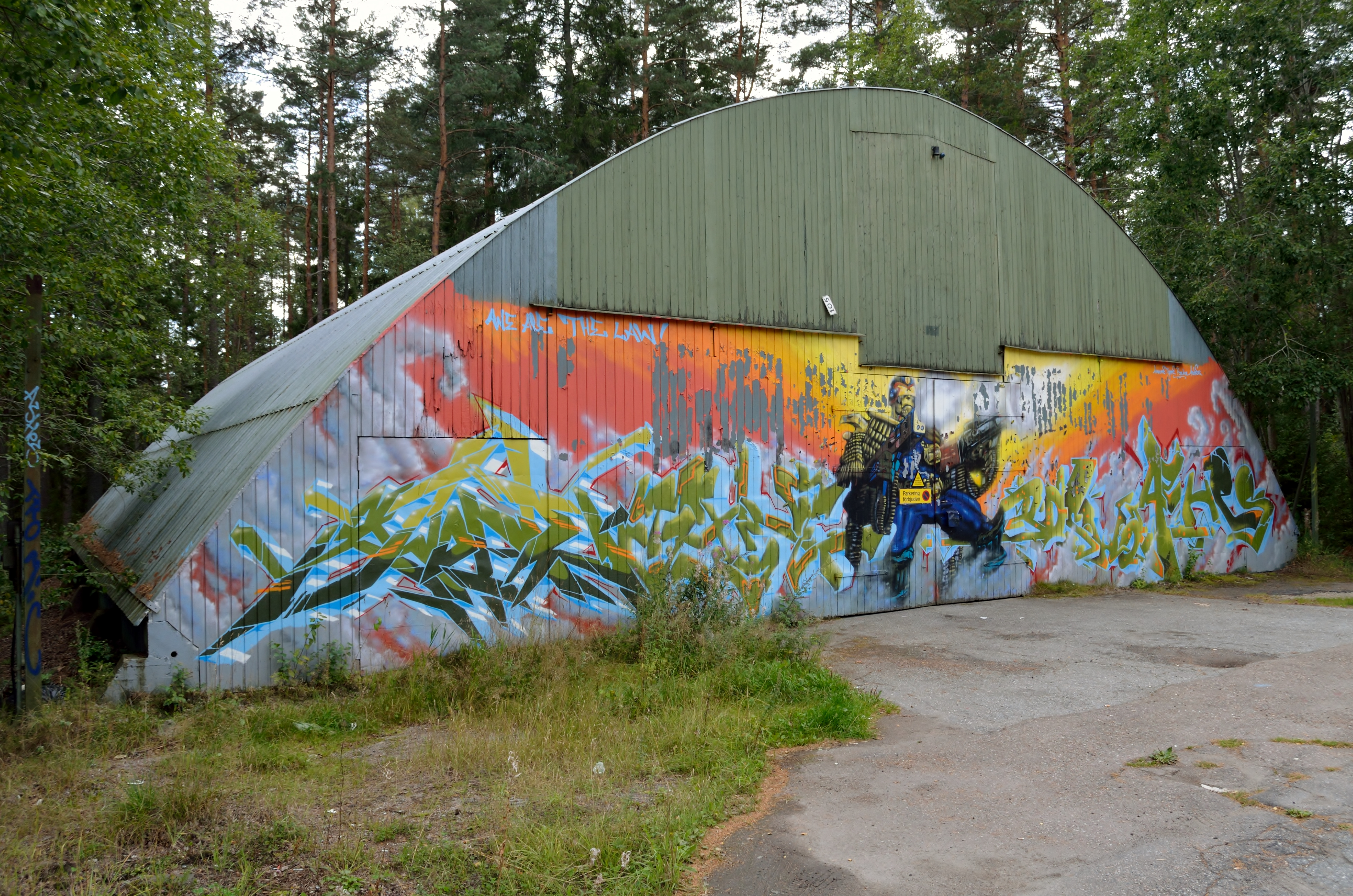
Uom med fälthangar vid Hässlö flygbas, Västerås.

Uom (uppställningsområdet) var ett område för reparationer och uppställning av flygplan på flygbaser i Bas 60-systemet. Området låg 8–10 kilometer från basens huvudbana och rymde 15-20 uppställningsplatser. I området grupperades större delen av stationskompaniet med materiel och reservdelar. I Uom kunde man genomföra större åtgärder som motorbyten. Efter varje motorbyte måste en motorkörning genomföras på marken för att kontrollera alla funktioner. En speciell motorkörningsplats fanns i Uom där fästen fanns i marken för att förankra flygplanet och en skärm för att avleda jetstrålen från motorn så att luftströmmen inte ställde till onödig skada. I området fanns vanligtvis två fälthangarer som medgav större reparationer av flygplan även i dåligt väder. För förvaring av material och som verkstad fanns det ett antal baracker. För personalens skydd fanns ett antal skyddsrum (sk 10 och sk 5). Flygplan som inte behövdes för flygtjänst ställdes även upp i Uom.

### Webbkällor
- Rystedt, Jörgen (1 oktober 2005). ”FLYGBASSYSTEM 60” (pdf). Försvarets historiska telesamlingar. http://www.fht.nu/Dokument/Flygvapnet/flyg_publ_dok_flygbassystemet_bas_60.pdf. Läst 20 februari 2013.